# Ґодзілла: Королівська битва
«Ґодзілла: Королівська битва» (англ. Godzilla Battle Royale) — американський науково-фантастичний фанатський фільм про гігантських монстрів, зрежисований та спродюсований Біллі ДюБозом за його ж сценарієм. Він був присвячений 60-річчю франшизи «Ґодзілла».

## Сюжет
Тихий, спокійний день у Чикаго раптово перебивається гігантськими монстрами. Ґодзілла, Ангірус, Манда, Ебіра, Зілла і Ґезора руйнують все на своєму шляху. Тим часом командир Аманда Лексінгтон викликає лейтенанта Метта Кенеді і повідомляє його про це, а також про історію Ґодзілли, а саме про події фільмів «Ґодзілла» (1954), «Кінг-Конг проти Ґодзілли», «Мотра проти Ґодзілли» та «Знищити всіх монстрів».
Армія евакуює цивільне населення. Капітан Вакабаясі виявляє, що монстрів контролює таємничий сигнал з острова Монстрів. Після цього він інформує, що Мехаґодзілла готовий до запуску і вирушає до Чикаго. Тим часом Сьобідзін відволікають Метта і повідомляють йому, що Мотра і Ґфантіс уже в дорозі і допоможуть перемогти інших кайдзю. За допомогою надсекретної зброї X-Rider, Метт знищує Ебіру та Гезору. Мотра, Мехаґодзілла та Ґфантіс прибувають на місце атаки.
Тим часом Метт та армія помічають НЛО, яке контролює монстрів. Королева Ксаксія з НЛО заявляє, що планує захопити Землю, після чого випускає Ґайґана, Хедору і Зомбі-Конга. Також вона відновлює Ебіру і бере під контроль Мехаґодзіллу. Ґодзілла виходить з-під контролю, а Королева Ксаксія випускає Орґу, Зіґру та Ріана. Ґодзілла перемагає Зомбі-Конга, але з'являється Біолланте. Вона майже вбиває Ґодзіллу, але за допомогою енергії Мотри він перетворюється на Гіпер Ґодзіллу і перемагає Біолланте. Мотра знищує НЛО, але за допомогою скіпетра Королева Ксаксія перетворюється на Квін Гідору. Спершу земні кайдзю майже безсилі проти неї. Проте Ґодзілла, Мехаґодзілла і Ґфантіс відволікають їх своїми променями, а Метт на X-Rider стріляє в її скіпетр, знищуюючи її. Ґодзілла, Ангірус, Варан і Манда повертаються на острів Монстрів, а Сьобідзін відлітають разом з Мотрою, перед цим подякувавши Метту за допомогу.

## В ролях
| Актор              | Роль                            |
| ------------------ | ------------------------------- |
| Біллі ДюБоз        | Лейтенант Меттью Джеймс Кеннеді |
| Сара Брейденбач    | Командир Аманда Лексінгтон      |
| Олівія Волняк      | Капітан Кумі Вакабаясі          |
| Джеймс Сейсон      | Юкі                             |
| Віка Ксайка        | Королева Ксаксія                |
| Джонатан Р. Ґолдін | Сарґайл                         |
| Джанетт Аквіно     | Сьобідзін                       |
| Вінсент Спілотно   | Вінс                            |

## Виробництво
Загалом виробництво тривало 6 років, включаючи виробництво костюмів, виготовлених особистосто ДюБозом.. Він відвідував G-Fest, намагаючись залучити акторів з офіційних фільмів «Ґодзілла». Йому навіть вдалося залучити до фільму Акіру Такараду (який зіграв Огату у фільмі 1954 року) та Роберта Скотта Філда (який зіграв андроїда M11 у «Ґодзілла проти Кінг Гідори»). Вони обоє з'явилися в ролі камео. Фільм використовував хромакей, стокові спецефекти та мініатюри у стилі класичних кайдзю-фільмів.
Деякі кадри з фільму були вперше опубліковані на YouTube-каналі Rockstar Fan Films 20 липня 2011 року під заголовком «Ґфантіс: Світове зіткнення!» (англ. Gfantis: Worlds Collide!). Пізніше, 1 серпня того ж року опублікували тизер трейлер. Перший трейлер показали того ж року, 8 серпня. Фільм вийшов на YouTube-каналі Rockstar Fan Films 4 листопада 2014 року. Крім того, фільм безплатно показувався у Театрі Піквік у Чикаго, де була знята більша частина фільму. Фільм набрав значну популярність, про що свідчать 2,3 мільйона переглядів на YouTube.